# Lotis
Lotis (gr. Lōtís Λωτίς) – nimfa, w której zakochał się Priap. Jednak Lotis opierała się tym zalotom. Priap zapragnął posiąść ją śpiącą, lecz nimfę zbudził ryk osła. W końcu nękana zalotami, została przemieniona w krzew lotosu.